# Nekro
Nekro er den anden ep fra det norske black metal-band Taake. Den blev udgivet i 2007 og indeholder materiale fra tre splitalbum som bandet tidligere havde udgivet: Dra Til Helvete!/Restart The Night! (spor 1), A Norwegian Hail To VON (spor 2) og Men Of Eight/Lagnonector (spor 3).

## Spor
1. "Voldtekt" – 03:37
2. "Lamb" – 01:41
3. "Hennes Kalde Skamlepper" – 11:28